# Roberto D. Tortosa
Roberto D. Tortosa (n. 1946-2021) es un ingeniero agrónomo y botánico argentino.
Fue integrante del Jardín Botánico Lucien Hauman, de la Facultad de Agronomía, FAUBA, profesor de la Cátedra de Botánica, FAUBA y presidente de la Sociedad Argentina de Botánica.
- La abreviatura «Tortosa» se emplea para indicar a Roberto D. Tortosa como autoridad en la descripción y clasificación científica de los vegetales.[1]

## Publicaciones
- Bartoli, A.; E. Puga; R. D. Tortosa. 1996. "El cultivo de Grindelia (asteraceae) en condiciones de secano". Assoc. Advancement Industrial Crops. (Proc. Third International Conference on New Industrial Crops and Products):432-434
- Bartoli, A.; R. D. Tortosa. 1999. "Novedades en Grindelia (asteraceae, astereae)". Hickenia. 3:1-4
- Bartoli, A.; R. D. Tortosa. 1998. "Estudios cromosómicos en especies del género Grindelia (astereae, asteraceae)". Kurtziana. 26:165-167
- Bartoli, A.; R. D. Tortosa. 1999. "Revisión de las especies sudamericanas de Grindelia". Kurtziana. 27 (2):327-359
- Bartoli, A.; R. D. Tortosa. 1998. "Intermediacy between Grindelia chiloensis y Haplopappus pectinatus (astereae, asteraceae)". Taxon. 47:337-345
- Bartoli, A.; R. D. Tortosa. 1998. "Grindelia mendocina (astereae, asteraceae), a new south american species". Brittonia. 50:497-499
- Bartoli A.; R. D. Tortosa; G. Rua. 1995. "Grindelia orientalis: Una nueva Especie para Uruguay". Hickenia. 26:119-122
- Bartoli, A.; Tortosa R. D.; Marchesi E. 1996. "Two new species of Grindelia (astereae, asteraceae) from Uruguay". Brittonia. 48:75-78
- Cusato, M.; R. D. Tortosa. 1998. "Host specificity of Frankia from actinorhizal plant soils of south america". Phyton. 62:231-236
- Cusato, M. S.; R. D. Tortosa. 2001. "Frankia and crops interactions". Phyton. 68:47-53
- Cusato M. S.; Tortosa R. D.; Bartoloni N. 1997. "Nodulation in Frankia discaria symbiosis after harvest of inoculated precrops". Ciencia del Suelo. 15:105-108
- Cusato, M. S.; Tortosa, R. D., Bartoloni, N. 2000. "Efecto de D. americana sobre la cantidad de propágulos de Frankia en el suelo". Gayana Bot. 57 (88)
- Granda Paucar, A.; A. Bartoli; R. D. Tortosa. 2000. "Una variedad de Grindelia tarapacana (Asteraceae, Astereae) de Perú". Bol. Soc. Argent. Bot. 35:157-159
- Tortosa, R.; A. Bartoli; N. Bartoloni; E. Puga. 2000. "Optimum plant density for Grindelia pulchella dunal (asteraceae): a potential resin-producing crop in Argentine". Agrociencia, Chapingo. 34 (2):247-250
- Tortosa, R. D.; F. O. Zuloaga; O. Morrone Ed. 1999. "Rhamnaceae". Catálogo de las Plantas Vasculares de la República Argentina II, Monographs in systematic botany from the Missouri botanical garden. 74:974-981
- Tortosa, R.D. 1995. "Rhamnaceae". Flora Fanerogámica Argentina. 9:1-18
- Tortosa, R. D.; A. Bartoli, N. L.; Gil, A. D.; N. Bartoloni. 2000. "Analysis of hybridization between Grindelia brachystephana and G. chiloensis (asteraceae: astereae) in Patagonia, Argentina". Plant Systematics and Evolution. 224:243-250
- Tortosa, R. D.; Bartoli, A. 2002. "Revisión de las especies argentinas del género Haplopappus (astereae, asteraceae)". Bol. Soc. Arg. Bot.. 37:1-18
- Tortosa, R. D.; Bartoli, A. 2002. "Two new species of Haploappus (astereae, asteraceae) from Mendoza, Argentina". Brittonia. 54:50-53
- Tortosa, R. D.; Bartoli, A. 2001. "Haplopappus ameghinoi y H. chryseus pertenecen al género Grindelia (asteraceae, astereae)". Bol. Soc. Argent. Bot. 36:141-142

Tortosa, R. D.; Bartoli, A. 2000. "Palmeras cultivadas en Buenos Aires". L:O:L:A: Buenos Aires.
- Tortosa, R. D.; Bartoli, A. 1999. "Coníferas cultivadas en Buenos Aires". Sociedad Argentina de Horticultura. Buenos Aires
- Tortosa, R. D., G. H. Rua, Bartoli, A. 2004. "The inflorescences in the genus Nassauvia (Asteraceae)". Flora. 199:42-46

Tortosa, R.D.; L. Aagesen & G.M. Tourn. 1997. "Plant architecture and morphology of the inflorescences in the tribe colletieae (rhamnaceae)". Botanical Journal of the Linnean Society. 122:353-367
Tortosa, R. D.; L. Aagesen; M. Tourn. 1996. "Morphological studies in the colletieae (rhamnaceae): analysis of architecture and inflorescences". Bot. J. Linn. Soc..:353-367